# Pericelis byerleyana
Pericelis byerleyana är en plattmaskart. Pericelis byerleyana ingår i släktet Pericelis och familjen Pericelidae. Inga underarter finns listade i Catalogue of Life.